# Cobra Triangle
Cobra Triangle is een videospel voor het platform Nintendo Entertainment System. Het spel werd uitgebracht in juli 1989. De speler speelt een speedboot. Het spel kan met maximaal één speler gespeeld worden.

## Ontvangst
| Beoordeeld door       | Datum            | Score |
| --------------------- | ---------------- | ----- |
| Defunct Games         | 8 augustus 2010  | 95%   |
| Gamestyle             | 24 juli 2008     | 90%   |
| Joystick (French)     | maart 1990       | 86%   |
| 1UP!                  | 1 juli 2005      | 80%   |
| Retrogaming History   | 7 april 2008     | 80%   |
| Retrogaming.it        | 7 april 2008     | 80%   |
| Power Play            | februari 1990    | 77%   |
| The Video Game Critic | 17 november 2004 | 75%   |
| Random Access         | 16 augustus 2013 | 30%   |